# Lijst van windmolens in Limburg (Nederland)
Hier volgt een lijst van windmolens in Limburg. In Limburg staan 37 complete windmolens.
| Naam                           | Plaats               | Gemeente          | Provincie | Type molen      | Functie              | Maalvaardigheid   | Bezoekmogelijkheid | Foto |
| ------------------------------ | -------------------- | ----------------- | --------- | --------------- | -------------------- | ----------------- | --- | ---- |
| Aurora                         | Baexem               | Leudal            | Limburg   | standerdmolen   | korenmolen           | maalvaardig       | woensdag 12-16 uur en de 3e zondag van de maand 13-17 uur |      |
| Eendracht maakt macht          | Meterik              | Horst aan de Maas | Limburg   | beltmolen       | korenmolen           | maalvaardig       | zaterdag 13.30 - 17.00 uur. Meelverkoop: za 14-16 uur. |      |
| Gerardamolen                   | Heijen               | Gennep            | Limburg   | beltmolen       | korenmolen           | maalvaardig       | zaterdagmiddag van 13.00 tot 16.00 uur |      |
| De Grauwe Beer                 | Beesel               | Beesel            | Limburg   | grondzeiler     | korenmolen           | maalvaardig       | zaterdag 11-17 uur |      |
| Hompesche Molen                | Stevensweert         | Maasgouw          | Limburg   | stellingmolen   | korenmolen           | maalvaardig       | 2e en laatste zaterdag van de maand 13-16 uur en als de molen draait of op afspraak                                                                                      |      |
| De Hoop                        | Swartbroek           | Weert             | Limburg   | stellingmolen   | korenmolen           | maalvaardig       | Als de wimpel zichtbaar is of op afspraak |      |
| De Hoop                        | Horn                 | Leudal            | Limburg   | beltmolen       | korenmolen           | maalvaardig       | woensdag in de even weken 11-15 uur en op afspraak |      |
| Molen van Hunnecum             | Nuth                 | Beekdaelen        | Limburg   | beltmolen       | korenmolen           | maalvaardig       | 1e en 3e zaterdag van de maand 13:00 - 16:30 uur |      |
| Janssenmolen                   | Oirsbeek             | Beekdaelen        | Limburg   | beltmolen       | korenmolen           | maalvaardig       | 1e en 3e zaterdag van de maand 13:00 - 16:30 uur |      |
| De Korenbloem                  | Ospel                | Nederweert        | Limburg   | beltmolen       | korenmolen           | maalvaardig       | 2e, 3e en 4e zaterdag van de maand 10-16 uur en op afspraak |      |
| Leonardusmolen                 | Maasbracht           | Maasgouw          | Limburg   | beltmolen       | korenmolen           | maalvaardig       | zaterdag 13-16 uur. Van 1/4 tot 1/11 ook donderdag 13-16 uur |      |
| Nooit Gedacht                  | Afferden             | Bergen            | Limburg   | beltmolen       | korenmolen           | maalvaardig       | vrijdag 13:00 - 16:00 uur en op afspraak |      |
| Nooit Gedacht                  | Merselo              | Venray            | Limburg   | beltmolen       | korenmolen           | maalvaardig       | 2e en 4e zaterdag van de maand 13.30 - 16.30 uur |      |
| Molen van Nijs / De Nijverheid | Stramproy            | Weert             | Limburg   | beltmolen       | korenmolen           | maalvaardig       | Elke 3e woensdag van de maand van 13:30 tot 16:30 uur en alle even zaterdagen van 9:30 tot 12:30 uur                                                                     |      |
| Prins Bernhard                 | Melick               | Roerdalen         | Limburg   | standerdmolen   | korenmolen           | maalvaardig       | 1e weekend in april t/m 1e weekend in oktober elke zondag 13.30-16.30 uur. Daarnaast elke vrijdag 13.30-16.00 uur.                                                       |      |
| De Reus                        | Gennep               | Gennep            | Limburg   | beltmolen       | korenmolen           | maalvaardig       | woensdag 13.00-16.00 uur |      |
| Rust na Arbeid                 | Ven-Zelderheide      | Gennep            | Limburg   | beltmolen       | korenmolen           | maalvaardig       | zaterdag 13:00 - 17:00 uur |      |
| Sint Anna                      | Weert (Tungelroy)    | Weert             | Limburg   | beltmolen       | korenmolen           | draaivaardig      | 1e woensdag van de maand 13.30-16.30 uur en de 3e zaterdag van de maand 10.30-16.00 uur                                                                                  |      |
| Sint Anna                      | Weert                | Weert             | Limburg   | beltmolen       | korenmolen           | maalvaardig       | woensdag 13-17 uur zaterdag 11-17 uur ook vaak op zondag |      |
| Sint-Antonius                  | Heythuysen-Areven    | Leudal            | Limburg   | beltmolen       | korenmolen           | maalvaardig       | donderdag 12-16 uur en de 1e zondag van de maand 13-17 uur |      |
| Sint-Anthonius                 | Kessel               | Peel en Maas      | Limburg   | standerdmolen   | korenmolen           | maalvaardig       | op afspraak |      |
| Sint Antonius                  | Laar                 | Weert             | Limburg   | beltmolen       | korenmolen           | draaivaardig      | uitsluitend na telefonische afspraak |      |
| Sint-Jan                       | Stramproy            | Weert             | Limburg   | standerdmolen   | korenmolen           | maalvaardig       | Elke 2e zaterdag van de maand van 9:00 tot 12:00 uur. Elke 2e en 4e woensdag van de maand van 13:30 tot 16:30 uur. Elke 4e zaterdag van de maand van10:30 tot 16:30 uur. |      |
| Sint-Joseph                    | Kreijel              | Nederweert        | Limburg   | beltmolen       | korenmolen           | maalvaardig       | 2e en 4e zaterdag van de maand 9-12 uur |      |
| Sint-Lindertmolen              | Beegden              | Maasgouw          | Limburg   | standerdmolen   | korenmolen           | maalvaardig       | woensdagmiddag en zaterdagmiddag van 13.00 tot 17.00 uur |      |
| Sint Oda                       | Weert                | Weert             | Limburg   | beltmolen       | korenmolen           | niet draaivaardig | niet bekend |      |
| Sint-Petrus                    | Roggel               | Leudal            | Limburg   | beltmolen       | korenmolen           | maalvaardig       | zaterdag 9-13 uur en op afspraak |      |
| St.Petrus / Gitzelsmolen       | Venray               | Venray            | Limburg   | beltmolen       | korenmolen           | maalvaardig       | zaterdag 13-16 uur |      |
| Torenmolen van Gronsveld       | Gronsveld/Maastricht | Maastricht        | Limburg   | toren-beltmolen | korenmolen           | maalvaardig       | 1e en 3e zaterdag van de maand 11-16 uur en op afspraak |      |
| Houthuizer Molen               | Lottum               | Horst aan de Maas | Limburg   | beltmolen       | korenmolen           | maalvaardig       | mei t/m sept. woensdag en zaterdag 13-17 uur. okt. t/m april zaterdag 13-17 uur                                                                                          |      |
| Sint Hubertusmolen             | Genhout              | Beek              | Limburg   | standerdmolen   | korenmolen           | maalvaardig       | elke woensdag 13-17 uur verder van mei t/m oktober 1e en 3e zaterdag van de maand 10-17 uur en op afspraak                                                               |      |
| Van Tienhovenmolen             | Bemelen              | Eijsden-Margraten | Limburg   | beltmolen       | korenmolen           | maalvaardig       | elke zaterdag 11-17 uur en als de molen draait |      |
| Standerdmolen                  | Urmond               | Stein             | Limburg   | standerdmolen   | korenmolen           | maalvaardig       | 1e en 3e maandag van de maand 13.30 - 16.30 uur en op afspraak. |      |
| Molen van Verbeek              | Sint Odiliënberg     | Roerdalen         | Limburg   | beltmolen       | korenmolen           | maalvaardig       | 1e en 3e zaterdag van de maand 13.00-16.00 uur. |      |
| Op de Vrouweheide              | Ubachsberg           | Voerendaal        | Limburg   | beltmolen       | korenmolen           | draaivaardig      | Niet te bezichtigen |      |
| De Welvaart                    | Horn                 | Leudal            | Limburg   | beltmolen       | korenmolen           | maalvaardig       | 1e en 3e zondag van de maand 9-13 uur en op afspraak |      |
| Wilhelmus-Hubertus             | Weert                | Weert             | Limburg   | beltmolen       | korenmolen           | draaivaardig      | na telefonische afspraak |      |
| Windlust                       | Roeven               | Nederweert        | Limburg   | beltmolen       | korenmolen oliemolen | maalvaardig       | woensdag 13.30-16.30 uur en op afspraak |      |